# Pachycephalopsis
Pachycephalopsis är ett litet fågelsläkte i familjen sydhakar inom ordningen tättingar. Släktet omfattar endast två arter som förekommer på Nya Guinea:
- Grönryggig sydhake (P. hattamensis)
- Vitögd sydhake (P. poliosoma)